# Ilha Leguan
Leguan é uma pequena ilha situada no delta do rio Essequibo, na costa da Guiana. A ilha tem o formato de uma asa de gaivota e tem 14 km de comprimento e 3,2 km largura na sua maior largura, e cerca de 19 km² de área. Quando os colonos chegaram pela primeira vez na ilha, eles encontraram muitas iguanas, daí o nome de Ilha Leguan.

## Demografia
Leguan tinha uma população estimada de 2 500 em 2018, vivendo em 36 aldeias demarcadas. Os assentamentos incluem Le Bagatelle, Richmond Hill e Uniform. As aldeias são apoiadas pelo Conselho Democrático de Vizinhança de Leguan.
A população diminuiu rapidamente durante a última década, à medida que os residentes partem para se estabelecer em partes mais urbanas da Guiana ou migram, frequentemente para os Estados Unidos, Canadá, Reino Unido ou várias ilhas do Caribe. Leguan é principalmente uma comunidade de cultivo de arroz e criação de gado, com cerca de 3 000 acres dedicados ao cultivo de arroz, 3 000 para safras comerciais e outros 2 500 para gado. Outras ocupações na ilha incluem administração governamental, ensino, saúde e policiamento.
Leguan tem cerca de 82% de ancestralidade indiana e 17% de ancestralidade africana. O restante, aproximadamente 1% da população, são chineses, canadenses, americanos e ingleses nascidos no estrangeiro, a maioria dos quais está envolvida no trabalho de desenvolvimento comunitário com organizações religiosas ou estatais. A maioria dos residentes de Leguan são hindus. A minoria segue o Islã, o Cristianismo e o movimento Rastafari. Leguan está situada no rio Essequibo, próximo a outra ilha chamada Wakenaam. Existem 6 fábricas de arroz localizadas na ilha; a maior delas a Chand's Rice Milling Enterprise, Pasha Rice Milling Enterprise, RN Persaud & Company LTd & the Ojha's. O principal meio de transporte em Leguan é a bicicleta, e há alguns serviços de táxi, mas não de ônibus. Muitas pessoas também têm motocicletas. Um pequeno grupo de pessoas também tem carros.

## Infraestrutura
A ilha abriga o escritório do governo regional para as Ilhas Essequibo. O escritório regional atende as outras ilhas povoadas do delta do rio Essequibo, Ilha Wakenaam e Ilha Hogg. Leguan tem cinco escolas primárias e uma escola secundária. A escola secundária atende atualmente a cerca de 300 alunos da 7ª à 11ª série ou da 1ª à 5ª série.
Leguan é atendida pelo Departamento de Transportes e Portos da Guiana com duas viagens de ida e volta diárias de e para Parika com navios de grande motor; no entanto, a partir de 2020, o número de viagens foi reduzido devido ao COVID-19. Muitos residentes de Leguan viajam para fazer compras nas feiras ao ar livre de quinta e domingo em Parika. Táxis de lancha independentes também atendem a ilha regularmente a partir do Stelling Parika. Leguan só recebeu serviços de eletricidade da empresa Guyana Power & Light em 1997 e serviços de telefonia, tanto fixos quanto celulares, da Guyana Telephone & Telegraph em 1999. A ilha tem três estradas pavimentadas principais, duas ao longo das costas norte e sul e uma estrada que corta a ilha conectando as estradas costeiras. O governo da Guiana construiu um novo forte na ilha em 2005.

## Clima
O clima tropical de monções prevalece na área. A temperatura média anual na região é de 24 °C. O mês mais quente é setembro, com temperatura média de 26 °C, e o mais frio, maio, com 22 °C. A precipitação média anual é de 2 061 milímetros. O mês mais chuvoso é maio, com uma média de 324 mm de precipitação, e o mais seco é março, com 52 mm de precipitação.
| Gráfico climático para Leguan            | Gráfico climático para Leguan | Gráfico climático para Leguan | Gráfico climático para Leguan | Gráfico climático para Leguan | Gráfico climático para Leguan | Gráfico climático para Leguan | Gráfico climático para Leguan | Gráfico climático para Leguan | Gráfico climático para Leguan | Gráfico climático para Leguan | Gráfico climático para Leguan |
| ---------------------------------------- | ----------------------------- | ----------------------------- | ----------------------------- | ----------------------------- | ----------------------------- | ----------------------------- | ----------------------------- | ----------------------------- | ----------------------------- | ----------------------------- | ----------------------------- |
| J                                        | F                             | M                             | A                             | M                             | J                             | J                             | A                             | S                             | O                             | N                             | D                             |
| 181 25 23                                | 172 25 21                     | 52 26 20                      | 119 27 23                     | 324 24 21                     | 227 23 22                     | 221 26 20                     | 200 25 23                     | 58 29 25                      | 110 29 22                     | 238 27 23                     | 160 26 22                     |
| Temperaturas em °C • Precipitações em mm |                               |                               |                               |                               |                               |                               |                               |                               |                               |                               |                               |